# Episodi di Sex and the City (terza stagione)
La terza stagione della serie televisiva Sex and the City, composta da 18 episodi, è stata trasmessa per la prima volta negli Stati Uniti dal 4 giugno 2000 al 15 ottobre 2000 sul canale HBO.
| nº | Titolo originale                  | Titolo italiano                          | Prima TV USA      | Prima TV Italia |
| -- | --------------------------------- | ---------------------------------------- | ----------------- | --------------- |
| 1  | Where There's Smoke...            | L'uomo che le donne vorrebbero           | 4 giugno 2000     | 2002            |
| 2  | Politically Erect                 | Politicamente eretto                     | 11 giugno 2000    | 2002            |
| 3  | Attack of the Five Foot Ten Woman | Sfide al femminile                       | 18 giugno 2000    | 2002            |
| 4  | Boy, Girl, Boy, Girl...           | L'altro sesso nascosto                   | 25 giugno 2000    | 2002            |
| 5  | No Ifs, Ands or Butts             | D'amore o d'accordo                      | 9 luglio 2000     | 2002            |
| 6  | Are We Sluts?                     | Quando gli uomini sono troppi?           | 16 luglio 2000    | 2002            |
| 7  | Drama Queens                      | Come far funzionare una relazione        | 23 luglio 2000    | 2002            |
| 8  | The Big Time                      | Il momento giusto                        | 30 luglio 2000    | 2002            |
| 9  | Easy Come, Easy Go                | C'è chi va e c'è chi viene               | 6 agosto 2000     | 2002            |
| 10 | All or Nothing                    | La paura di scegliere                    | 13 agosto 2000    | 2002            |
| 11 | Running with Scissors             | Il momento migliore, il momento peggiore | 20 agosto 2000    | 2002            |
| 12 | Don't Ask, Don't Tell             | Nessuna domanda, nessuna risposta        | 27 agosto 2000    | 2002            |
| 13 | Escape from New York              | Fuga dalla città                         | 10 settembre 2000 | 2002            |
| 14 | Sex and Another City              | L'apparenza conta?                       | 17 settembre 2000 | 2002            |
| 15 | Hot Child in the City             | Eterne ragazzine                         | 24 settembre 2000 | 2002            |
| 16 | Frenemies                         | Aminemiche                               | 1º ottobre 2000   | 2002            |
| 17 | What Goes Around Comes Around     | Chi la fa l'aspetti                      | 8 ottobre 2000    | 2002            |
| 18 | Cock-a-Doodle-Do                  | Le soluzioni possibili                   | 15 ottobre 2000   | 2002            |

## L'uomo che le donne vorrebbero
- Titolo originale: Where There's Smoke...
- Diretto da: Michael Patrick King
- Scritto da: Michael Patrick King

### Trama
Carrie e la sua squadra vanno a Staten Island per partecipare a una votazione del vigili del fuoco più sexy di New York. Samantha mette gli occhi su uno di loro e ben presto scopre quanto sia “caldo” e rende reale la sua fantasia di copulare con un pompiere. Durante una visita a sorpresa alla caserma, l'incontro erotico di Samantha viene interrotto da un'emergenza incendio. Nel frattempo, Bill, un politico locale fa delle avance a Carrie non ottenendo molto. Durante il tragitto di ritorno Charlotte comunica alle ragazze che vuole sposarsi entro l'anno. Miranda deve sottoporsi a un intervento chirurgico agli occhi e Steve insiste per accompagnarla a casa cercando di farle capire che accettare aiuto non è segno di debolezza. Charlotte esce con il suo nuovo principe, Arthur, che dopo i primi approcci si rivela essere tutt'altro che un principe. Carrie accetta di baciare Bill ma nulla di più.
- Altri interpreti: Brad Beyer (Arthur), Raine Brown, Brendan Connolly (Pompiere), Mike Doyle (Mark), Marc Grapey (J.J.), Christopher Haro (Uomo alla colazione), Marceline Hugot (Mary), Michael Lombardi (Ricky), Rich Lounello (Mr. maggio, ragazzo del calendario), Christina Rouner (Infermiera), Steven Skybell (Dr. Gotlieb), John Slattery (Bill Kelley), Lynn Smith (Cameriera), Nick Tarabay (Ballerina)

## Politicamente eretto
- Titolo originale: Politically Erect
- Diretto da: Michael Patrick King
- Scritto da: Darren Star

### Trama
Sono tre settimane che Carrie e Bill si frequentano ma il loro rapporto peggiora dopo una richiesta sessuale "particolare" di Bill: Carrie scopre che al politico con cui esce piace che gli si urini addosso. Miranda prova sentimenti contrastanti per Steve quando le dice che vuole stare esclusivamente con lei, perché pensa: e se arrivasse qualcuno migliore di lui? Anche Samantha è in crisi, esce con un uomo bassissimo, Jeff, che acquista abiti nei negozi per bambini, ma è ricco di senso dell'humour e a letto è uno schianto.
- Altri interpreti: Anthony Alessandro (Jeff Fenton), Elizabeth Banks (Catherine), Sarah Clarke (Melinda), Tommy Crudup (Bob), Mike Doyle (Mark), Willie Garson (Stanford Blatch), Donnie Keshawarz (Greg Miller), Anthony F. Santapaola (Ragazzo del traghetto), Lisa Sauber (Donna), John Slattery (Bill Kelley), Fred Dalton Thompson (Politico in tv), Pieter Gaspersz (Tipo che chiama il taxi, non accreditato)

## Sfide al femminile
- Titolo originale: Attack of the Five Foot Ten Woman
- Diretto da: Pam Thomas
- Scritto da: Cindy Chupack

### Trama
Una domenica Carrie vede l'annuncio del matrimonio tra Big e Natasha, 26 anni, alta e bellissima. Le insicurezze di Carrie crescono, soprattutto quando incontra Natasha in una boutique e si chiede se certe donne vivano con il solo proposito di fare sentire inferiori le altre. Per distrarre dallo stress le amiche, Samantha le porta in un centro benessere. Sam incontra Kevin, un massaggiatore e gli fa delle esplicite avance. Kevin denuncia la cosa, Samantha viene sbattuta fuori ma Kevin viene licenziato. Miranda deve vedersela con la sua inserviente, Magda, che non ammette i “passatempi erotici” di Miranda e che le sostituisce i suoi “arnesi” con la statua della Vergine Maria. Carrie pensa di incontrare Natasha a una cena con gente dell'alta società ma Natasha non si presenta. Manda a Carrie un biglietto di ringraziamento con un grossolano errore di ortografia e così Carrie recupera la convinzione di essere meglio della cara Natasha.
- Altri interpreti: Athena Avella (Bella donna), Lynn Cohen (Magda), Jean De Baer (Spa Manager), Barbara Garrick (Celia), Lovette George (Mimi Lebenthal), Heather Goldenhersh (Jenna), Kate Hampton (Katy), Christine Jones (Donna dell'Upper Side), Bridget Moynahan (Natasha), Jessica Russo (Cameriera), Christopher Sieber (Kevin)

## L'altro sesso nascosto
- Titolo originale: Boy, Girl, Boy, Girl...
- Diretto da: Pam Thomas
- Scritto da: Jenny Bicks

### Trama
Charlotte invita le ragazze a una mostra fotografica di drag king e conosce il fotografo, Baird, che le propone di posare per lui. Carrie esce con un ventenne e quando viene a sapere che ha avuto relazioni sia con uomini che con donne si chiede da cosa sia realmente attratto. Il nuovo assistente di Samantha, Matt è un po' arrogante ma Samantha è attratta sessualmente da lui. Così lo licenzia e se lo porta finalmente a letto. Miranda si sente soffocare quando torna a casa e trova Steve a letto che mangia i cracker con una pila di panni sporchi sul pavimento. Dice a Steve che ha bisogno di un suo spazio e l'uomo se ne va. Ma quando torna a casa e trova l'appartamento vuoto sente la sua mancanza e gli chiede di tornare. Charlotte posa per le foto di Braid e la serata finisce… bene. Carrie si ritrova a una festa con bisessuali e le capita di baciare una donna. Se ne va convinta di essere troppo vecchia per certe esperienze.
- Altri interpreti: Peter Bucossi (Poliziotto), Eddie Cahill (Sean), Torquil Campbell (Joel), Willie Garson (Stanford Blatch), Alice Johnson (Donna), Joey Kern (Garth), Donovan Leitch (Baird Johnson), Michael Medico (Mark), Alanis Morissette (Don), Eliza Pryor Nagel (Grace), Laura Stutes (Ragazza sui rollerblade), Chris Tardio (Matt)

## D'amore o d'accordo
- Titolo originale: No Ifs, Ands or Butts
- Diretto da: Nicole Holofcener
- Scritto da: Michael Patrick King

### Trama
Il primo appuntamento di Charlotte con Brad è spettacolare, fino a quando arriva il momento del bacio e scopre che il ragazzo è uno "sbrodolone"! Carrie conosce Aidan, un creatore di mobili e per far colpo su di lui compra una sedia in pelle di sua creazione. Aidan è interessato a Carrie fino a quando lei estrae una sigaretta. Aidan odia il fumo e dice a Carrie che non può uscire con una ragazza che fuma. Così Carrie cerca di dire addio alle sigarette. Samantha ha un uomo nuovo, un afro-americano, Chivon. La storia procede bene finché la sorella di Chivon, Adina, discrimina Samantha a causa del colore della sua pelle e il ragazzo concorda con lei. Nel frattempo Steve ha la possibilità di vincere un milione di dollari se riesce a fare canestro in determinate condizioni. Chiede a Miranda di guardarlo mentre si allena ma la donna dice di essere troppo impegnata e Steve si infuria con lei.
- Altri interpreti: Donald Berman (Marty Mendleson), John Corbett (Aidan Shaw), Willie Garson (Stanford Blatch), Ross Gibby (Brad, il cattivo baciatore), Asio Highsmith (Chivon Williams), Misi L. Lecube (Line Patron), Sundra Oakley (Adeena Williams), J. D. Williams (Sweet Sauce)

## Quando gli uomini sono troppi?
- Titolo originale: Are We Sluts?
- Diretto da: Nicole Holofcener
- Scritto da: Cindy Chupack

### Trama
Dopo una settimana di romanticismo ma niente sesso, Carrie si chiede perché il suo nuovo uomo Aidan non voglia fare l'amore con lei. Anche dopo avere fatto il bagno insieme a lume di candela Aidan non vuole. Charlotte invece copula, ma con un ragazzo che per avere un orgasmo deve riempirla di parolacce. Miranda scopre di avere preso la clamidia e deve fare una lista dei suoi ex per contattarli e dirgli che probabilmente li ha infettati. Un ladro deruba inquilini nello stabile di Samantha e dalle videocamere si vede che l'uomo è entrato nello stabile seguendo il ragazzo di turno di Sam. Carrie capisce di aver tralasciato per troppo tempo il romanticismo e di essere sempre andata dritta al sesso. Per questo Aidan evita di fare l'amore con lei. Alla fine però consumano la loro notte d'amore.
- Altri interpreti: Caitlin Clarke (Donna sostenuta), John Corbett (Aidan Shaw), Carl T. Evans (Appuntamento notturno), Julie Follansbee (Freda), David Lansbury (David), Carol Lawrence (Donna anziana), Christopher Orr (Alexander Lemley)

## Come far funzionare una relazione
- Titolo originale: Drama Queens
- Diretto da: Allison Anders
- Scritto da: Darren Star

### Trama
Dopo tre settimane dall'inizio della relazione con Aidan, Carrie comincia a essere dubbiosa perché tutto sembra troppo perfetto. Quando Aidan le propone di farle conoscere i suoi genitori Carrie è allibita e rifiuta. Charlotte prosegue con il suo intento di volersi sposare entro l'anno e la sua nuova tattica consiste nel farsi presentare da suoi amici sposati, qualche single. Dopo aver scoperto che il suo amico sposato è innamorato di lei, Charlotte se ne va e cade in strada dove viene soccorsa da Trey. Amore a prima vista. Miranda procede con la sua convivenza con Steve, Samantha esce con un uomo che usa il Viagra per migliorare i loro incontri sessuali, Mark. E accetta di provare a prenderle. All'opera Carrie vede Big e Natasha e se ne va. Big la vede e cerca di fermarla ma non ce la fa. Carrie capisce che nella sua relazione con Aidan, lei si sta comportando come Big mentre Aidan rappresenta quello che lei avrebbe voluto fosse Big. Così va a fare colazione con Aidan e la sua famiglia.
- Altri interpreti: John Corbett (Aidan Shaw), Kyle MacLachlan (Trey MacDougal), Bridget Moynahan (Natasha), Amy Redford (Amy Fincher), Ethan Sandler (Dennis Fincher), Billy Wirth (Dr. Mark Raskin), Jason Evans Lee (Not Phil Bar Guy, non accreditato)

## Il momento giusto
- Titolo originale: The Big Time
- Diretto da: Allison Anders
- Scritto da: Jenny Bicks

### Trama
L'obiettivo di Charlotte di sposarsi ora sembra più probabile dopo l'incontro con Trey. Non va a letto con lui e spera di “riverginizzarsi” se si astiene per abbastanza tempo. Samantha, che ha un ritardo, è terrorizzata dall'idea di essere in menopausa e in un momento di disperazione accetta di andare a letto con un suo vicino di appartamento. Durante il rapporto a Samantha torna il ciclo. Per Miranda e Steve invece le cose non procedono bene, soprattutto per il carattere un po' infantile di Steve. Quando lui le propone di avere un bambino, lei capisce di averne già uno. Steve le chiede se Miranda vuole buttare via la loro storia e Miranda promette di cercare di non farlo. Durante una festa Carrie incontra Big e si scambiano poche e fredde parole. Il giorno dopo mentre Aidan è uscito per un caffè, Big si presenta alla sua porta e le dice che non riesce a smettere di pensare a lei.
- Altri interpreti: John Corbett (Aidan Shaw), Robert LuPone (Len Schnieder), Kyle MacLachlan (Trey MacDougal)

## C'è chi va e c'è chi viene
- Titolo originale: Easy Come, Easy Go
- Diretto da: Charles McDougall
- Scritto da: Michael Patrick King

### Trama
Mentre Steve cerca un nuovo appartamento, resta ospite di Miranda e quando lei scopre che Steve ha accettato di uscire con un'altra donna si intristisce e si chiede dove lei abbia sbagliato. Charlotte vuole disperatamente sposare Trey e glielo propone addirittura lei. Trey acconsente con un “ottimo!”. L'ultima conquista di Samantha ha un grosso problema: il suo sperma ha un sapore orribile. Samantha glielo dice e visto che l'uomo non le crede lo obbliga ad assaggiarlo. Carrie incontra di nuovo Big, ubriaco, ad una fiera di mobili dove Aidan ha uno stand. Big le dice che con Natasha è finita. Scopre l'hotel dove alloggia Carrie, si presenta lì e le dice che ha fatto un errore e che ama davvero Carrie. Lei scappa in ascensore, lui la segue e finiscono per fare l'amore e condividere una sigaretta.
- Altri interpreti: Kirven Blount (Bean Sprouty Waiter), Bobby Cannavale (Adam Ball), John Corbett (Aidan Shaw), Kyle MacLachlan (Trey MacDougal), Bridget Moynahan (Natasha), Caroline Whitney Smith (Cameriera), Frances Sternhagen (Bunny MacDougal)

## La paura di scegliere
- Titolo originale: All or Nothing
- Diretto da: Charles McDougall
- Scritto da: Jenny Bicks

### Trama
Samantha afferma che le ragazze hanno tutto: soldi, potere e successo. Carrie si chiede se sia realmente così, e poi rivela a Samantha che sta rivedendo Big. Charlotte deve affrontare la futura suocera per trattare dell'accordo prematrimoniale.
- Altri interpreti: Marilyn Alex (Venditrice), John Corbett (Aidan Shaw), Josh Hamilton (George), Kyle MacLachlan (Trey MacDougal), Frances Sternhagen (Bunny MacDougal)

## Il momento migliore, il momento peggiore
- Titolo originale: Running with Scissors
- Diretto da: Dennis Erdman
- Scritto da: Michael Patrick King

### Trama
Charlotte scopre Carrie e Big, e Miranda, quando viene a sapere da Carrie della relazione cerca di convincerla a lasciare l'uomo per stare con Aidan. Natasha, la moglie di Big, torna a casa prima del previsto e li scopre, così Carrie ne approfitta per mettere fine alla storia. Charlotte è alla ricerca di un vestito e assume Anthony Marentino, mentre Samantha è costretta a fare il test HIV prima di poter copulare con la sua controparte maschile.
- Altri interpreti: Mario Cantone (Anthony Marantino), John Corbett (Aidan Shaw), Michelle Hurst (Infermiera), Emanuel Loarca (Manager), Bridget Moynahan (Natasha), Adrian Rieder (Sandwich), Sam Robards (Tom Reymi), Blanchard Ryan (Vera Wang, venditrice)

## Nessuna domanda, nessuna risposta
- Titolo originale: Don't Ask, Don't Tell
- Diretto da: Daniel Algrant
- Scritto da: Cindy Chupack

### Trama
Charlotte decide di andare a letto con Trey la notte prima delle nozze, e scopre che l'uomo ha problemi di impotenza. Carrie rivela ad Aidan del tradimento, e lui la lascia. Samantha va a letto col cugino scozzese di Trey, mentre Miranda seduce un uomo facendogli credere di essere una hostess.
- Altri interpreti: John Corbett (Aidan Shaw), Ritchie Coster (Caleb McDougal), Willie Garson (Stanford Blatch), Clark Gregg (Harris Bragen), Joe La Piana (Date), Kyle MacLachlan (Trey MacDougal), Frances Sternhagen (Bunny MacDougal)

## Fuga dalla città
- Titolo originale: Escape from New York
- Diretto da: John David Coles
- Scritto da: Becky Hartman-Edwards, Michael Patrick King

### Trama
Carrie e le altre vanno a Los Angeles, perché Carrie deve parlare con Matthew McConaughey dell'eventualità di fare un film sulla sua rubrica. Samantha conosce un modello per dildo conosciuto in tutta America e che vuole fare il poeta.
- Altri interpreti: Keith Collins (Model), Sarah Michelle Gellar (Debbie), Johnny Keese (Jason), James MacDonald (Garth), Kyle MacLachlan (Trey MacDougal), Matthew McConaughey (Sé stesso), Vince Morris (Guardia), Robert Peters (Annunciatore), Faith Salie (Rina), Will Stewart (Impiegato), Carlos Valencia (Marinaio), Eddie McClintock (Ragazzo alla piscina, non accreditato), Spero Stamboulis (Underwear Model, non accreditato)

## L'apparenza conta?
- Titolo originale: Sex and Another City
- Diretto da: John David Coles
- Scritto da: Jenny Bicks

### Trama
Charlotte scappa da Trey e raggiunge le altre a LA. Miranda incontra un amico di New York che ora abita a LA ed è anoressico.
- Altri interpreti: Amanda Bentley (Mandy), Jared Bentley (Tipo di Playboy), Will Burke (Campanaro), Tara Chocol (Cameriera), Amber Collins (Coniglietta di Playboy), Jennifer Elise Cox (Ragazza delle public relation), Eddie Driscoll (Uomo di Fendi), Carrie Fisher (Sé stessa), Hugh Hefner (Sé stesso), Chris Huvane (Cameriere), Kyle MacLachlan (Trey MacDougal), Lisa Mende (Alicia), Marty Rackham (Ian), Sam Seder (Lou), Vince Vaughn (Keith Travers), Douglas Weston (Realtor), Keith Garsee (Ospite al party di Playboy, non accreditato), Ryan Notch (Valet Parker, non accreditato)

## Eterne ragazzine
- Titolo originale: Hot Child in the City
- Diretto da: Michael Spiller
- Scritto da: Allan Heinberg

### Trama
Le ragazze tornano indietro nel tempo: Carrie esce con il proprietario di un negozio di fumetti che vive ancora coi genitori, Miranda mette l'apparecchio, Charlotte scopre Trey che si masturba e Samantha scopre che le tredicenni di oggi sono molto diverse da lei quando aveva tredici anni.
- Altri interpreti: Kat Dennings (Jenny Brier), Anita Gillette (Mrs. Adams), Gabe Hernandez (Avvocato), Peyton List (Ragazza n. 1), Blythe Auffarth (Ragazza n. 2), Kyle MacLachlan (Trey MacDougal), Ron McLarty (Dr. Talley), Cane Peterson (Wade), April Pressel (Cameriera), James Villemaire (Lance)

## Aminemiche
- Titolo originale: Frenemies
- Diretto da: Michael Spiller
- Scritto da: Jenny Bicks

### Trama
Carrie tiene un fallimentare corso su come incontrare uomini, e alla seconda lezione ha solo sei allieve, che porta fuori a cena per aiutarle ad incontrare dei ragazzi. Samantha scopre una donna ancora più disinibita di lei, mentre Charlotte è frustrata dalla sua inesistente vita sessuale.
- Altri interpreti: Vivienne Benesch (Meg), Cathy Curtin (Ragazza n. 2), Bill Dawes (Tipo biondo), Shelley Dickinson (Liz), Dominic Fumusa (Jim), Allison Furman (Donna n. 2), Sondra James (Donna anziana), Jenny Kravat (Donna n. 1), Kyle MacLachlan (Trey MacDougal), Robin Montague (Donna n. 3), Jen Nevergole (Ragazza n. 1), Sherri Parker Lee (Sydney), Jen Rexford (Jen), Abigail Rose Solomon (Anne), Kevin Stapleton (Ragazzo oscuro), Jane Summerhays (Claire Anne), Michael Tenaglia (Ragazzo), Rebecca Wisocky (Stephanie), Eunice Wong (Ragazza n. 3)

## Chi la fa l'aspetti
- Titolo originale: What Goes Around Comes Around
- Diretto da: Allen Coulter
- Scritto da: Darren Star

### Trama
Carrie scopre che Natasha e Big si sono lasciati e cerca di parlare con la donna a proposito della loro storia, con esiti fallimentari. Charlotte si lascia sedurre dal giardiniere di casa McDougall, Trey la scopre e i due si separano. Miranda conosce un poliziotto mentre Samantha va a letto con un altro Sam Jones, studente universitario.
- Altri interpreti: Matthew Crane (Uomo), Rhonda Cristou (Cameriera), Brandon Fox (Scippatore), Scott Geyer (Charles), Timothy Gibbs (Detective Stevens), Steve Richard Harris (Giardiniere), Kyle MacLachlan (Trey MacDougal), Bridget Moynahan (Natasha), Sean Oliver (Voce maschile n. 3), Meredith Ostrom (Lizzie), Jacob Pitts (Sam Jones), Allison Daugherty Smith (Patty), Frances Sternhagen (Bunny MacDougal)

## Le soluzioni possibili
- Titolo originale: Cock-a-Doodle-Do
- Diretto da: Allen Coulter
- Scritto da: Michael Patrick King

### Trama
Carrie e Big si incontrano per la prima volta dopo la fine del matrimonio di Big. Ma quando Carrie lo dice a Miranda, le due hanno il loro primo vero litigio. Samantha ha problemi con le prostitute transessuali che lavorano nel suo quartiere, mentre Charlotte dorme con Trey per la prima volta dopo la separazione.
- Altri interpreti: Vivian Bang (Donna del take-out), Rebecca Boyd (Susan), Emily Cline (Jessica), John Corbett (Aidan Shaw), Jack Hartnett (Ragazzo caliente), Michael Jefferson (Destiny), Kyle MacLachlan (Trey MacDougal), T. Oliver Reid (Chyna), Samia Shoaib (Infermiera degli animali)